# Санта-Клара-а-Нова
Санта-Клара-а-Нова (порт.  Santa Clara-a-Nova) - фрегезия (район) в муниципалитете Алмодовар округа Бежа в Португалии. Территория – 108,2 км². Население – 656 жителей. Плотность населения – 6,1 чел/км².